# ماوبي فالنتين فوفور
ماوبي فالنتين فوفور (29 أكتوبر 1923 - 2 يناير 1992) كان طبيبًا توغوليًا وشخصية أكاديمية وسياسية. ولد في كيباليم (منطقة كلوتو شمال غرب لومي منطقة بلاتو) عام 1923 وتوفي في باريس عام 1992. درس علم الأحياء والطب في مونبلييه وديجون (فرنسا). شغل منصب أستاذ الطب في الجامعات الفرنسية عام 1965، وكان أول عضو من أفريقيا جنوب الصحراء في الأكاديمية الفرنسية للجراحة 1973. أنشأ فوفور وساهم في إنشاء عدد من كليات الطب في جميع أنحاء أفريقيا جنوب الصحراء الكبرى الناطقة بالفرنسية. قام بتدريس الجراحة وأمراض النساء في بنين والكاميرون والكونغو وجمهورية إفريقيا الوسطى والسنغال وتوغو.
تزوج فوفور من إميليا موريرا وأب لثلاث بنات وولدين. ومن بين أطفالهم سيكا بيلا كابوري التي شغلت السيدة الأولى لبوركينا فاسو منذ عام 2015 كزوجة للرئيس روش مارك كريستيان كابوري.

## الحياة السياسية
بدأ فوفور حياته السياسية في عام 1963 بعد الانقلاب العسكري الأول في إفريقيا 13 يناير 1963 عندما تم استدعاؤه لمسؤولية وزارة الصحة في توغو، بالإضافة إلى مسؤولياته الأخرى في المستشفى الوطني ومدرسة الحضانة. استقال من الحكومة عام 1965 لمتابعة أبحاثه الأكاديمية لنيل درجة أستاذ الطب في فرنسا عام 1965. في عام 1966 وبعد المصادقة من قبل الجمعية الوطنية في توغو تم تعيينه رئيسًا للمحكمة العليا. خلال فترة عمله ظل فوفور منخرطًا في الشؤون الوطنية لتوغو كرئيس للمحكمة العليا حتى عام 1978.
في عام 1969 بعد إنشاء الحزب السياسي الوحيد والدولة في توغو تم استدعاؤه للمكتب السياسي مع مسؤوليات العلاقات الدولية. مثل توغو بهذه الصفة في العديد من الاجتماعات السياسية الأفريقية.
انتخب عضوًا في البرلمان ونائبًا عن منطقة كباليمي في عام 1985، وترأس الجمعية الوطنية في توغو من عام 1985 إلى عام 1988، عندما استقال قبل عامين من نهاية فترة ولايته بسبب قناعاته الشخصية.